# 2MASS J1119-1137
2MASS J1119-1137 — двойной свободно плавающий (не обращающийся вокруг какой-либо звезды) объект планетной массы (по определению некоторых исследователей — двойной коричневый карлик исключительно малой массы) в созвездии Чаши, на расстоянии 86±23 св. лет от Солнца. Вероятно, входит в ассоциацию TW Гидры — группу, включающую несколько десятков молодых звёзд и коричневых карликов.

## Открытие
На объект обратили внимание в 2015 году исследователи из Канады, США и Чили во время поиска коричневых карликов с необычно «красными» показателями цвета (что служит признаком особенных характеристик — например, запылённости — их атмосфер). Поиск проводился в материалах обзоров SDSS (данные по видимому излучению), 2MASS (по ближнему инфракрасному) и WISE (по среднему инфракрасному). 2MASS J1119-1137 оказался одним из наиболее красных обнаруженных объектов и, по мнению авторов работы, стал самой интересной находкой.

## Исследование
В апреле 2016 года было опубликовано более детальное исследование 2MASS J1119-1137. По данным инфракрасной спектроскопии, выполненной на телескопе «Джемини-Юг», были сделаны выводы о низкой силе тяжести на поверхности объекта и его молодости (≤120 млн лет). Кроме того, была измерена его лучевая скорость (8,5 ± 1,3 км/с) и вычислено собственное движение. Эти данные подтвердили, что объект, скорее всего, принадлежит к ассоциации TW Гидры (что предполагалось и в предыдущей работе). В таком случае его возраст такой же, как у этой ассоциации — 10±3 млн лет, и тогда 2MASS J1119-1137 — один из самых молодых известных свободно плавающих объектов планетной массы. Кроме того, он интересен относительной близостью к Солнцу и, как следствие, хорошей пригодностью для исследований.
В ноябре 2016 и марте 2017 объект пронаблюдали на телескопе «Кек II» в инфракрасных лучах с использованием адаптивной оптики. Оказалось, что это двойная система с расстоянием между компонентами 0,13788 ± 0,00034 угловой секунды (3,6 ± 0,9 а. е. в проекции на небесную сферу). Звёздные величины компонентов близки; их общая светимость — около 0,00004 солнечной (log(Lbol/L☉) = −4,44+0,21
−0,27). Авторы работы пришли к выводу, что оба компонента — коричневые карлики спектрального класса L с низкой силой тяжести у поверхности (класс VL-G). Масса каждого оценена в 3,7+1,2
−0,9 масс Юпитера (общая масса — 7,4+2,5
−1,9 масс Юпитера или 0,0071+0,0024
−0,0018 массы Солнца; это самая маломассивная двойная система, известная по состоянию на 2017 год). Орбитальный период составляет 90+80
−50 лет. Вероятность принадлежности объекта к ассоциации TW Гидры оценена в 82 % (предыдущие исследования давали вероятность от 16 до 97 %).